# سیلوانا (واشینگتن)
سیلوانا (به انگلیسی: Silvana) یک منطقهٔ مسکونی در ایالات متحده آمریکا است که در شهرستان اسنوهومیش، واشینگتن واقع شده‌است. سیلوانا ۴٫۰ کیلومتر مربع مساحت و ۹۰ نفر جمعیت دارد و ۹ متر بالاتر از سطح دریا واقع شده‌است.